# Raúl Zambrano
Raúl Zambrano (Tampico, Tamaulipas, México, 6 de noviembre de 1969) es un guitarrista e investigador mexicano, especializado en el repertorio de Manuel M. Ponce para guitarra.
Fue fundador, en 1994, del Cuarteto de Guitarras Manuel M. Ponce, y es su director desde el 2002.
Ha colaborado en la generación de repertorio para la guitarra con autores como Juan Trigos, Hebert Vázquez, Horacio Uribe, Georgina Derbez, Emil Awad, Aurelio Tello y Julio César Oliva, quienes le han dedicado obra tanto a él como a su cuarteto. Creó, a través de una iniciativa conjunta con Aurelio Tello; con el entonces presidente de El Colegio de México, Javier Garciadiego Dantán, y con María Eugenia Negrete, egresada de la institución, el Coro Colmex, que ha sido dirigido, desde sus inicios a finales del 2011, por Aurelio Tello, por Zaeth Ritter, por él mismo y, a la fecha de este artículo y, salvo el periodo de interrupción de actividades por la pandemia originada por el COVID-19, por Eduardo Díaz Cerón.

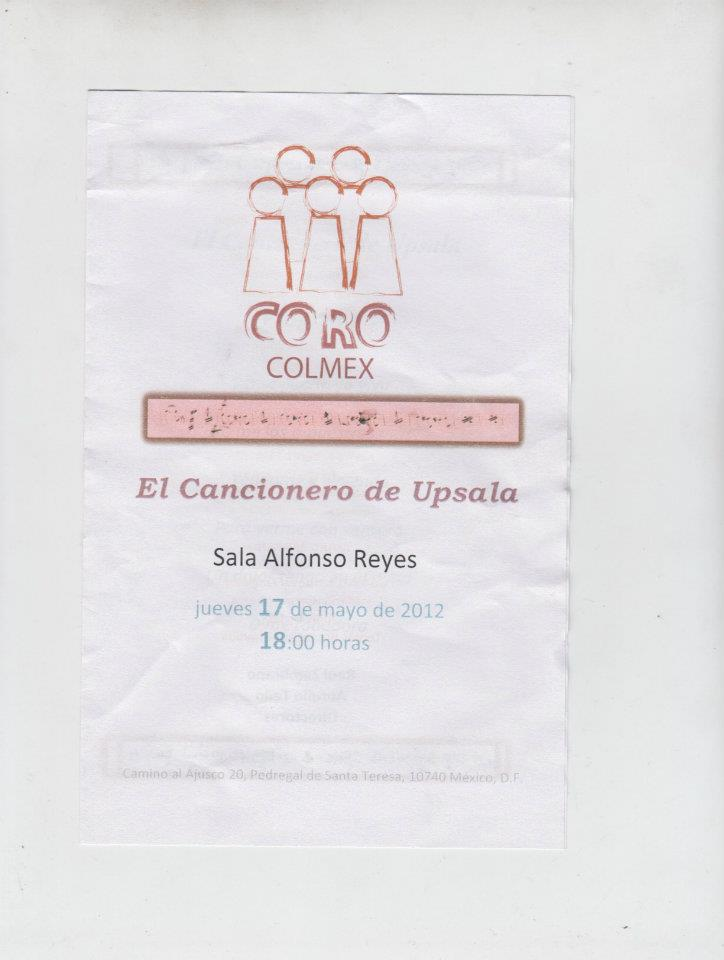
Programa presentado por el Coro Colmex (de El Colegio de México), en mayo del 2012.

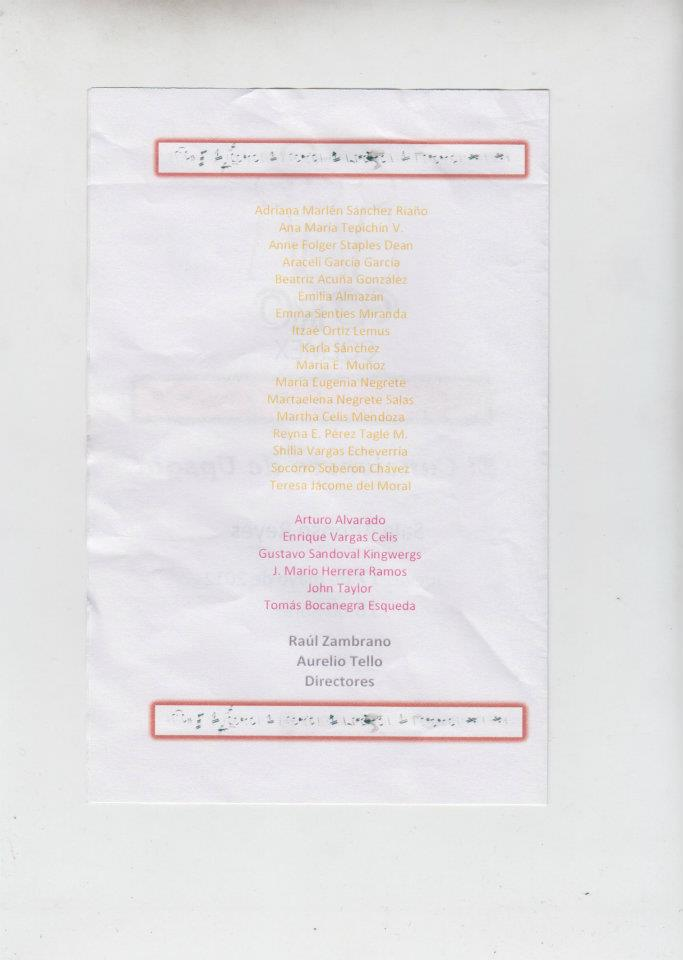
Miembros y directores del Coro Colmex (de El Colegio de México), en su primera presentación, en mayo del 2012.

## Datos biográficos
Alumno de Manuel López Ramos, fue director (1997-2005) del Festival Internacional de Guitarra de la Capilla Gótica del Centro Cultural Helénico. Produjo (2000-2005), junto con Valeria Palomino y la Universidad Nacional Autónoma de México, la grabación integral de la Obra para guitarra de Manuel M Ponce, en la que participaron once destacados guitarristas. En el 2010 colaboró con Dirk Snellings y la Capilla Flamenca en la revisión de un programa que establece la relación entre la polifonía franco-flamenca y la de las capillas de la América hispánica.

## Discografía
Como solista:
- De Aranjuez y del sur “Los conciertos de Rodrigo y Ponce” (2004), con la Orquesta Académica del Estado de San Petersburgo, Arkady Steinluth, director.
- La obra integral de Manuel M. Ponce para guitarra (2006), volúmenes II, III, IV y V
- Trocar, 4 suites de Johann Sebastian Bach (2012), con Erika Dobosiewicz, Asaf Kolerstein y Alberto Cruzprieto.
- Bach (2019) Suite BWV 996. Partita BWV 997. Ciaccona BWV 1004. Quindecim Recordings QP156
- Revueltas / Trigos La Noche de los Mayas - S. Revueltas Versión de Hindemith Concierto Nº 2 Hispano - J. Trigos. Tempus Fugit Orquesta. Christian Gohmer - Director. Raúl Zambrano - Guitarra

Con el Cuarteto de Guitarras Manuel M. Ponce:
- Ponciana (1999)
- Estampas (2000)
- Artificios (2001)
- Elevación y folía (2007)[1]

## Publicaciones
- Historia mínima de la música en Occidente (El Colegio de México, 2011)
- Suite en la menor de Manuel M. Ponce. Transcripción de la grabación realizada el 6 de octubre de 1930 por Andrés Segovia, comparada con una mínima discografía de las ediciones de esta obra. (Proyecto Editorial Manuel M. Ponce, Escuela Nacional de Música, UNAM, 2012)
- El eco de lo que ya no existe (Turner, 2021)[2]

## Radio
Zambrano es productor y conductor de varios proyectos de la divulgación radiofónica de la música clásica:
- Aria de divertimento (tres temporadas) (2003-2007) en Radio UNAM;
- conductor de La otra versión en Opus 94, del Instituto Mexicano de la Radio, desde 2002;
- Elevación y folía, versión radiofónica de la Historia mínima de la música en Occidente, en Radio México Internacional, del Instituto Mexicano de la Radio (2010).

## Música para teatro
Desde 1991, Raúl Zambrano ha trabajado con diversos directores de escena, para quienes ha compuesto música:
- Clavos, tríptico sobre Yerma, Bodas de sangre y La casa de Bernarda Alba, de Federico García Lorca, 1991;
- El Villano en su rincón (Lope de Vega), 1996;
- La Cueva de Salamanca (Miguel de Cervantes Saavedra), 1997;
- Amor de Don Perlimplín con Belisa en su jardín (Federico García Lorca), 1998;
- El Villano en su rincón (Lope de Vega), 2001;
- Bodas de Sangre (Federico García Lorca), 2004;
- ¿A dónde vas, Jeremías? (Philippe Minyana), 2006;
- Casanova o la fugacidad (David Olguín), 2006;
- Frente al olvido (José Caballero), 2007;
- Los locos de Valencia (Lope de Vega), 2007;
- Roberto Zuko (Bernard-Marie Koltés), 2008;
- La pequeña habitación al final de la escalera (Carole Fréchette), 2011.

## Críticas
"Zambrano logra la contundencia de toda obra de arte valedera: se trata de una música universal precisamente porque permite observar a detalle su carácter local. Una grabación de primer nivel."
"Raúl Zambrano es un guitarrista de una sensibilidad extrema, que se inclina más por la musicalidad que por el virtuosismo. Su secreto está en no exagerar, en darle a cada nota su valor musical exacto sin caer en el peligro de la imitación, de convertirse en una versión más de este exitoso concierto mexicano, el de guitarra por antonomasia. Esto significa un logro de (y para) Zambrano. Y sinceramente su pulcritud interpretativa se agradece y se celebra."
"Creo que para la gente de teatro su lectura es obligada. Supongo que para los músicos será provocadora y deliciosa a un tiempo. Pero es también uno de esos libros que, aun cuando sean textos de sorprendente erudición, se lee con todo el interés de quien sigue el conflicto de un hombre occidental en la lucha brutal por una expresión, que tiene en la música su más puro espacio."
"Estamos ante una obra ensayística y, por tanto, tentativa, inacabada que se enmarca en el palimpsesto de los siglos. Lo novedoso de esta obra es el ánimo, el estilo y las fuentes del autor —además de investigador, músico él mismo—, que torna compartibles sus observaciones y pone en clave literaria su materia de estudio con el fin de mostrar que la armonía no sólo se da en las esferas y en la música, sino también en las artes todas. Así, para Zambrano, Pierre Menard no sólo es autor del Quijote, sino también del barroco, por ejemplo. Una discografía mínima completa este estimulante ensayo histórico."